# MicroPython
MicroPython is een implementatie van Python 3, geschreven in C, geoptimaliseerd om op op microcontrollers te werken.
Net zoals bij Python wordt de code niet gecompileerd, maar tijdens het uitvoeren geïnterpreteerd.
De gebruiker kan direct commando's uitvoeren, of bestanden met Python-code uploaden naar de microcontroller.